# Villar del Buey
Villar del Buey é um município raiano da Espanha na província de Zamora, comunidade autónoma de Castela e Leão, de área 134,74 km² com população de 801 habitantes (2004) e densidade populacional de 5,94 hab/km².

## Demografia
| Variação demográfica do município entre 1991 e 2004 | Variação demográfica do município entre 1991 e 2004 | Variação demográfica do município entre 1991 e 2004 | Variação demográfica do município entre 1991 e 2004 |
| --------------------------------------------------- | --------------------------------------------------- | --------------------------------------------------- | --------------------------------------------------- |
| 1991                                                | 1996                                                | 2001                                                | 2004                                                |
| 990                                                 | 929                                                 | 829                                                 | 801                                                 |